# 玄關

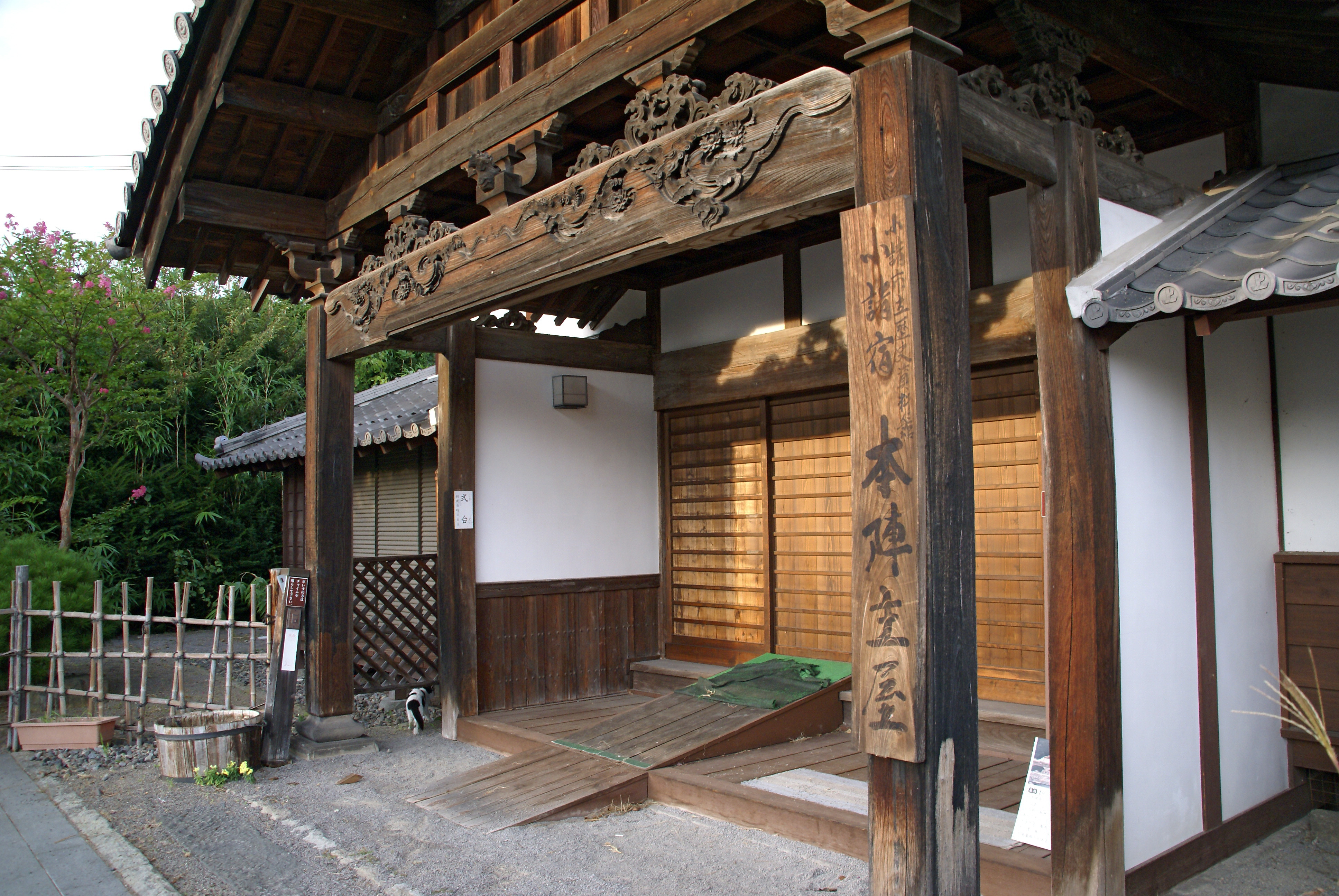
書院造式武家屋敷風格的玄關。（小諸宿本陣主屋）。

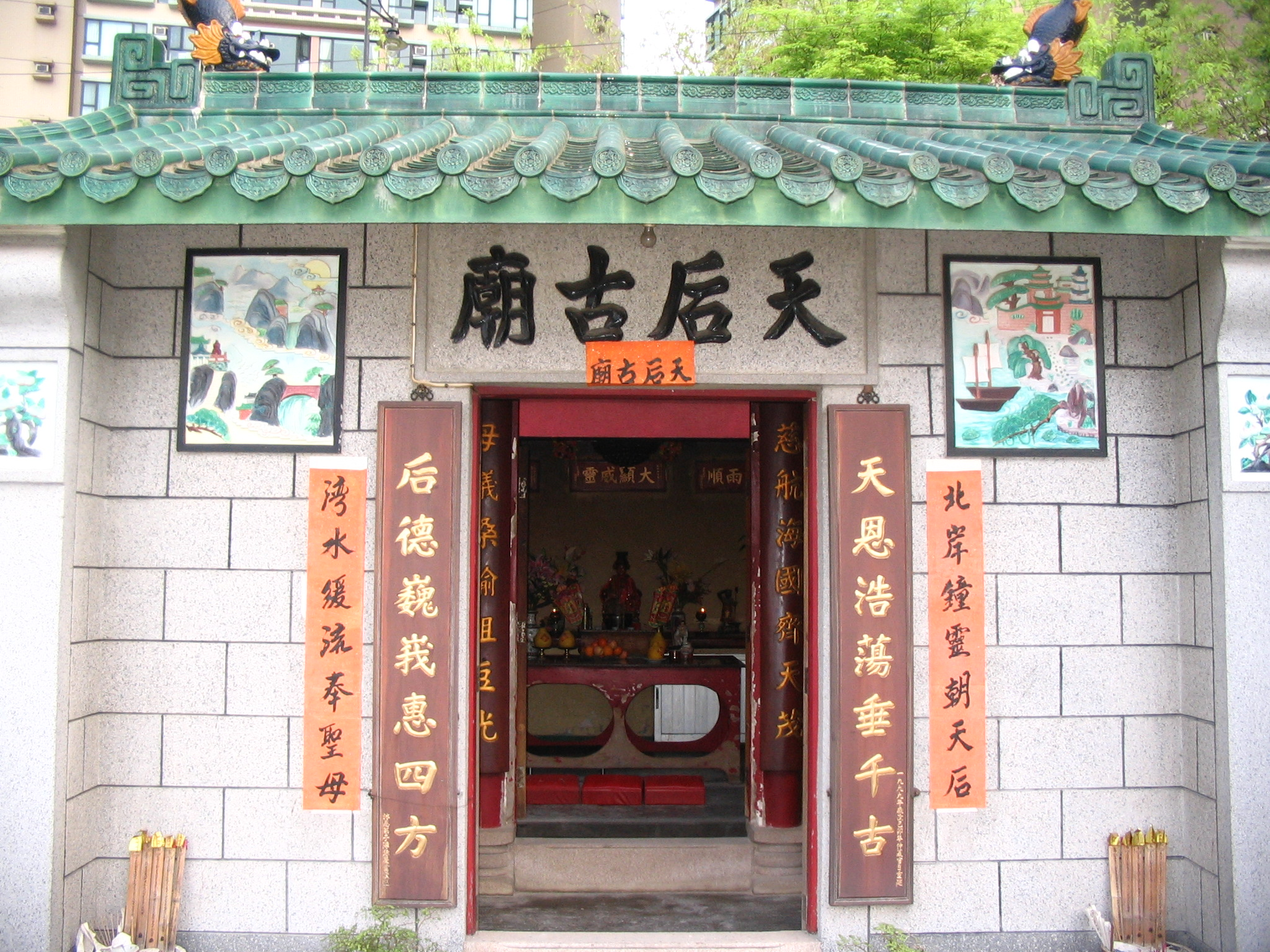
單棟式廟宇入口至中門之間的空間為玄關（馬灣北灣天后宮）。

玄關，又稱門廳，是指建築物入門處到正廳之間一段轉折空間，東亞傳統建築中具有「藏」的概念，玄關是屋外、屋內的緩衝，使屋外、屋內有一定隔開。

## 詞源
本來，玄關是在中國道教（煉丹術的內丹之法中，體內的氣繞巡全身時氣最先通過的地方）、禪宗（達摩將禪宗傳來中國時，指示將dhyāna譯作玄，後改譯作禪）等思想使用的用語，來源是「夫玄關者，至玄至妙之機關也。」（玄牝之門）。，後來以「玄關」一詞指建築物入口處的空間。

### 宗教上的玄關
在一貫道裡，玄關是三寶之一。佛家偈：「佛在靈山莫遠求，靈山只在人心頭；人人有個靈山塔，好向靈山塔下修。」玄關指的是每個人的明心自性。

## 東亞傳統建築中的玄關
中國傳統建築中的玄關常有屏風或中門（位於門後室內正中的屏門）隔開門口和大廳，有些住宅會在玄關位置放椅子。一些以獨立建築為正門的宅院，入口大門內的位置就是玄關。
在日本，玄關指的是設置在禪寺方丈的入口或是在書院造式屋宅正式出入口處設置的房間或建築，此外在江戶時代也把設有式台（高起的地板向土間突出的遮版，可將鞋子置於其下方）的出入口稱作「玄關」。明治時代以後，逐漸演變成代指任何形式的住居、公共建築的出入口。

## 玄關與鞋子
在日本、朝鮮半島、古代中國、越南、琉球、台灣、香港部份家庭、以及現代中國大陸，一進到玄關幾乎都必須脫下鞋子。還有，在東亞、東南亞等廣大地區，擁有在玄關處脫鞋習慣的文化也不少。另外，在美國南部一些郊區房子中，也有稱作Mud Room這種用來脫放外套與鞋子的空間。

## 備註
1. ↑  .   [2014-03-15]. （原始内容存档于2014-03-15）.
2. ↑  李道純《瑩蟾子語錄》卷六：「夫玄關者，至玄至妙之機關也。」
3. 1 2  日本建築学会編 『建築学用語辞典 第2版 普及版』岩波書店 p.202 1999年
4. ↑  『建築大辞典 第2版 普及版』彰国社 p.483 1993年